# Aeroporto di Lugano-Agno
L'Aeroporto di Lugano-Agno (IATA: LUG, ICAO: LSZA) è l'aeroporto della città svizzera di Lugano, nonché l'unica struttura del cantone Ticino aperta ai voli commerciali. Dal 2019, dopo l'abbandono di Swiss, non ha più voli di linea.

## Storia
All'inizio del Novecento i pionieri dell'aviazione ticinese disponevano di una pista di erba nella zona di Campo Marzio, quartiere ancora oggi esistente di Lugano. A causa della posizione del campo e dello sviluppo edilizio degli anni trenta la posizione fu ritenuta pericolosa e si decise di spostare le operazioni sulla piana del Vedeggio, nella zona di Agno.
L'Aero Club Lugano (nato nel 1936) propose la costruzione di un hangar e una pista lunga 1 km e larga 100 metri. Nel 1937 incominciarono i lavori e il 12 agosto 1938 l'aerodromo venne inaugurato. Nel 1938 l'Ufficio Aereo Federale stanziò un credito di 20.000 CHF. Durante la guerra i voli furono sospesi.
Nel 1947 incominciarono i lavori di costruzione dell'aeroporto vero e proprio, grazie anche a un sussidio di 4.000 CHF fornito dalla Città di Lugano. L'autorizzazione fu rilasciata dall'Ufficio Federale Aereo nel 1947 all'AeCS. Nel 1960 le infrastrutture vennero nuovamente ampliate e la pista fu asfaltata. Nel 1963 la concessione fu temporaneamente ritirata dall'UAF a causa di una lite con un proprietario terriero del luogo: la Città di Lugano acquistò i terreni e la licenza fu ripristinata. La gestione fu affidata al Gruppo Volo Motore di Lugano. Nel 1966 la gestione dell'aeroporto fu ceduta all'Avilù SA. Nel 1974, la gestione fu affidata all'Azienda Comunale dei Trasporti e il 30 maggio dello stesso anno l'Ufficio Aereo Federale rese di durata illimitata l'autorizzazione per l'esercizio di un campo d'aviazione.
Lo sviluppo vero e proprio dell'aeroporto di Lugano avvenne nei primi anni ottanta, quando la società Crossair decise di investire nell'aeroporto creando collegamenti da Lugano per Zurigo, Berna, Basilea, Venezia, Nizza, Firenze, Roma, Londra, Monaco, Francoforte, Napoli e Bologna.
Attualmente, l'aeroporto dispone di una pista asfaltata lunga 1.420 m. Gli ostacoli naturali creati dalle montagne circostanti rendono particolari le procedure di avvicinamento e di decollo, soprattutto in volo strumentale (IFR). Queste procedure sono permesse solamente a equipaggi in possesso di una particolare abilitazione. 
Nel corso degli ultimi anni si è studiato un sistema di avvicinamento meno restrittivo che permette l'atterraggio a un numero maggiore di velivoli. Nella fattispecie l'avvicinamento strumentale è seguito da un circling. Questa procedura non prevede un angolo di discesa troppo ripido e consente di operare in sicurezza.
Dal fallimento di Adria Airways nel settembre 2019, l'aeroporto non ha più voli di linea giornalieri. Il gestore dell'aeroporto ha presentato istanza di fallimento nell'aprile 2020.
A partire dal primo giugno 2020 l'aeroporto è gestito direttamente dalla città di Lugano.
Dal 19 giugno 2021 saranno messi a disposizione della clientela luganese e ticinese, dei voli charter con destinazione Sardegna, Sicilia e Croazia. I voli saranno operati da Twin Jet con la peculiarità di effettuare dei voli "COVID-Free".

## Prolungamento della pista
Da qualche tempo è in progetto il prolungamento della pista di decollo/atterraggio. In una prima fase si sta procedendo con un allungamento di 70 metri verso Nord, lavoro che è durato fino a metà agosto. La seconda fase prevede inoltre un prolungamento verso Sud di 200 metri, di cui 100 metri in asfalto e i 100 metri in erba rimanenti verranno utilizzati come spazio libero per facilitare gli atterraggi. La seconda fase verrà attuata dopo lo spostamento della strada cantonale Agno-Ponte Tresa previsto dal Piano dei trasporti del Luganese.

## Traffico aereo
Sull'aeroporto di Lugano il traffico, pur non essendo intenso, è variegato e comprende aerei d'affari, aviazione generale e voli di linea (questi ultimi fino a settembre 2019 ormai sospesi). Essendo sede della scuola di volo Avilù, i cieli di Lugano sono sempre trafficati da aerei di esercizio ed elicotteri.

## Trasporti e collegamenti
Nelle vicinanze dell'aeroporto esiste la ferrovia Lugano-Ponte Tresa, anche nota come linea S60 della rete celere ticinese: la stazione più vicina al terminal è quella di Serocca, sebbene la stazione di interscambio sia quella di Agno.
Troviamo una piazza di parcheggio per taxi e automobili, inoltre è possibile noleggiare automobili presso l'aeroporto.